# Dolors Montserrat Culleré
Dolors Montserrat Culleré (San Sadurní de Noya, Barcelona, 29 de marzo de 1947) es una empresaria y política española.

## Biografía
Es empresaria del sector de la logística y el transporte y miembro de la Fundación Española de Formación Oncológica Continuada (FEFOC). Es madre de Dolors Montserrat, exministra de Sanidad, Servicios Sociales e Igualdad del Gobierno de España y portavoz del Partido Popular en el Congreso de los Diputados.

## Trayectoria
Afiliada a Alianza Popular desde 1982, fue presidenta del Partido Popular (PP) de Barcelona desde el 2000 hasta el 2008. Fue elegida concejala del ayuntamiento de San Sadurní de Noya en las elecciones municipales españolas de 1983 y diputada al Parlamento de Cataluña a las elecciones del 1988, 1992, 1995, 1999, 2003, 2006, 2010 y 2012 Fue vicepresidenta segunda de Mesa del Parlamento de Cataluña entre 1999 y 2003. Nuevamente fue concejala en el ayuntamiento de San Sadurní de Noya en las elecciones municipales españolas de 1991 y de 1995.